# Алберт Коста
Алберт Коста и Касалс (кат. Albert Costa i Casals; Љеида, 25. јун 1975) је бивши шпански тенисер. Победник је Ролан Гароса у појединачној конкуренцији 2002. и освајач бронзане медаље на Олимпијским играма 2000. године у конкуренцији парова.
Као играч је освојио једном Дејвис куп, а недуго по завршетку играчке каријере је постао селектор репрезентације Шпаније од 2008. до 2012. године. Ожењен је и има двоје деце, ћерке Клаудију и Алму.

## Гренд слем финала

### Појединачно 1 (1—0)
| Исход  | Година | Турнир      | Подлога | Противник          | Резултат           |
| Победа | 2002   | Ролан Гарос | Шљака   | Хуан Карлос Фереро | 6–1, 6–0, 4–6, 6–3 |

### АТП Мастерс финала

#### Појединачно: 3 (1—2)
| Исход  | Година | Турнир      | Противник    | Резултат                  |
| Финале | 1996   | Монте Карло | Томас Мустер | 3–6, 7–5, 6–4, 3–6, 2–6   |
| Финале | 1998   | Рим         | Марсело Риос | одустајање                |
| Победа | 1998   | Хамбург     | Алекс Кореча | 6–2, 6–0, 1–0, одустајање |